# Corb marí de l'illa de Campbell
El corb marí de l'illa de Campbell (Leucocarbo campbelli) és una espècie d'ocell de la família dels falacrocoràcids (Phalacrocoracidae) que habita penya-segats i zones rocoses de l'Illa Campbell, a Nova Zelanda.